# Bastienne Voss
Bastienne Voss, auch Bastienne Voss-Büttner, (* 19. November 1968 in Berlin) ist eine deutsche Schauspielerin und Schriftstellerin.

## Leben
Voss wuchs vorwiegend im Hause ihrer Großeltern in Berlin-Blankenburg auf, da ihre Eltern, die beide Balletttänzer waren, mehrere Jahre gemeinsam ein Studium zum Ballettlehrer in Moskau absolvierten.
Voss kam mit 14 Jahren auf das mit einem Internat verbundene Gerhart-Hauptmann-Gymnasium, das heutige Landesgymnasium für Musik, in Wernigerode und besuchte dort Spezialklassen für Musikerziehung.
Nach der Reifeprüfung arbeitete sie als Chefsekretärin im Zentrum für Kunstausstellungen der DDR. In den 1990er Jahren machte sie eine Schauspielausbildung, um im Anschluss daran an der Hochschule Carl Maria von Weber in Dresden ein Gesangsstudium aufzunehmen. Bereits während des Studiums hatte sie erste Rollen in Fernsehsoaps wie Gute Zeiten, schlechte Zeiten und Verbotene Liebe.
Von 1999 bis 2006 war sie Mitglied im Ensemble des Berliner Kabaretts Die Distel und wirkte in sieben großen Bühnenprogrammen mit. Voss ist darüber hinaus Synchron- und Dokumentarfilmsprecherin.
Ihre erste Arbeit als Schriftstellerin erschien im Jahre 2007 unter dem Titel Drei Irre unterm Flachdach als Printausgabe und Hörbuch beim Verlag Hoffmann und Campe. Es beschreibt ihre Familiengeschichte.
Ihr zweites Buch, der Roman Mann für Mann, wurde im März 2010 beim Piper-Verlag veröffentlicht.
Unter dem Titel Glaubt mir kein Wort brachte Bastienne Voss im Jahr 2015 nachgelassene satirische Texte Peter Ensikats (1941–2013) heraus, an dessen Seite sie die letzten zwölf Jahre bis zu seinem Tod im Jahre 2013 lebte. Zusammen mit dem Schauspieler Wolfgang Winkler hält sie mit literarisch-musikalischen Programmen das Werk Ensikats in Erinnerung.
Voss wohnt gemeinsam mit ihrer Tochter in Berlin.

## Filmografie
- 1994–1995: Gute Zeiten, schlechte Zeiten
- 1996: Bella Italia – Zuflucht auf Widerruf, Dokumentarfilm von Peter Voigt, Sprecherin Bildkommentar
- 1997–1998: Verbotene Liebe
- 2000: In aller Freundschaft – Folge 62: Quarantäne
- 2002: Frühlings Erwachen, Dokumentarfilm von Peter Voigt, Sprecherin Bildkommentar
- 2008: Was wenn der Tod uns scheidet?

## Publikationen
- Drei Irre unterm Flachdach. Verlag Hoffmann und Campe, Hamburg 2007, ISBN 978-3-455-50020-2.
- Drei Irre unterm Flachdach. Taschenbuch-Sonderausgabe. Piper-Verlag, München 2009, ISBN 978-3-492-26339-9.
- Drei Irre unterm Flachdach – Eine Familiengeschichte. gelesen von der Autorin. Verlag Hoffmann und Campe, Hamburg 2007, ISBN 978-3-455-30537-1. (2 CDs, 140 min)
- Mann für Mann. Piper-Verlag, München 2010, ISBN 978-3-492-05370-9.
- mit Peter Ensikat (Hrsg.): Glaubt mir kein Wort. Nachgelassene Satire. edition q im be.bra verlag, Berlin 2015, ISBN 978-3-86124-691-6.
- Grünauge sieht dich, Roman, Picus-Verlag, Wien 2019, ISBN 978-3-7117-2088-7